# 大塚専一
大塚 専一（おおつか せんいち、1863年7月30日（文久3年6月15日） - 1920年（大正9年）7月9日）は、日本の地質学者、登山家。理学博士。日本各地の巡検を通じて地質調査に先鞭をつけ、多くの地質図作成に貢献した。

## 経歴
大垣藩士・大塚岱中の二男。1863年、美濃国（現・岐阜県）に生まれる。1887年、帝国大学理科大学地質学科を卒業。卒業論文では、関東地方の地質調査を取りまとめ、その中で秩父古生層の名付け親となった。卒業後は、農商務省地質調査所に入った。1888年、磐梯山噴火が発生すると和田維四郎とともに現地調査を行った。1892年前後には、岩手県釜石市周辺の鉄鉱床の調査を行い釜石鉱山の発展に寄与した。1889年、日本アルプスの高標高地帯を地質技師として巡検。近代登山が普及する前段階の立山連峰、後立山連峰などへの縦走記録は、日本登山史にも名を残すこととなった。

## 栄典
- 1903年（明治36年）3月30日 - 従五位[7]

## 報告書、地質図等
- 「磐梯山噴火調査報告」 地質要報11 p143-171 地質調査所 1890年
- 釜石四近鐵鑛床地質調査報文 地質調査所 1893年
- 佐賀圖幅地質説明書 地質調査所 1901年
- 20万分の1地質図幅「志布志」及び同説明書 地質調査所 1909年